# STS-92
STS-92 — космический полёт космического челнока «Дискавери» по программе «Спейс Шаттл», стартовал 11 октября 2000 года. Продолжение сборки Международной космической станции. STS-92 — сотый полёт по программе «Спейс Шаттл», 5-й полёт шаттла к МКС. Время работы на станции составило 6 суток 16 часов 47 минут. Астронавты провели в космосе около 11 суток и благополучно приземлились на Авиабазе Эдвардс 20 октября 2000 года.

## Экипаж
- Брайан Даффи (4), командир
- Памела Мелрой (1), пилот
- Лерой Чиао (3), специалист полёта 1
- Уильям Макартур (3), специалист полёта 2
- Питер Уайсофф (4), специалист полёта 3
- Майкл Лопес-Алегриа (2), специалист полёта 4
- Коити Ваката (2), специалист полёта 5 — JAXA

## Описание полёта
Шаттл доставил к МКС ферменную конструкцию Z1, гироскопы, адаптер PMA-3 и два теплопровода DDCU.

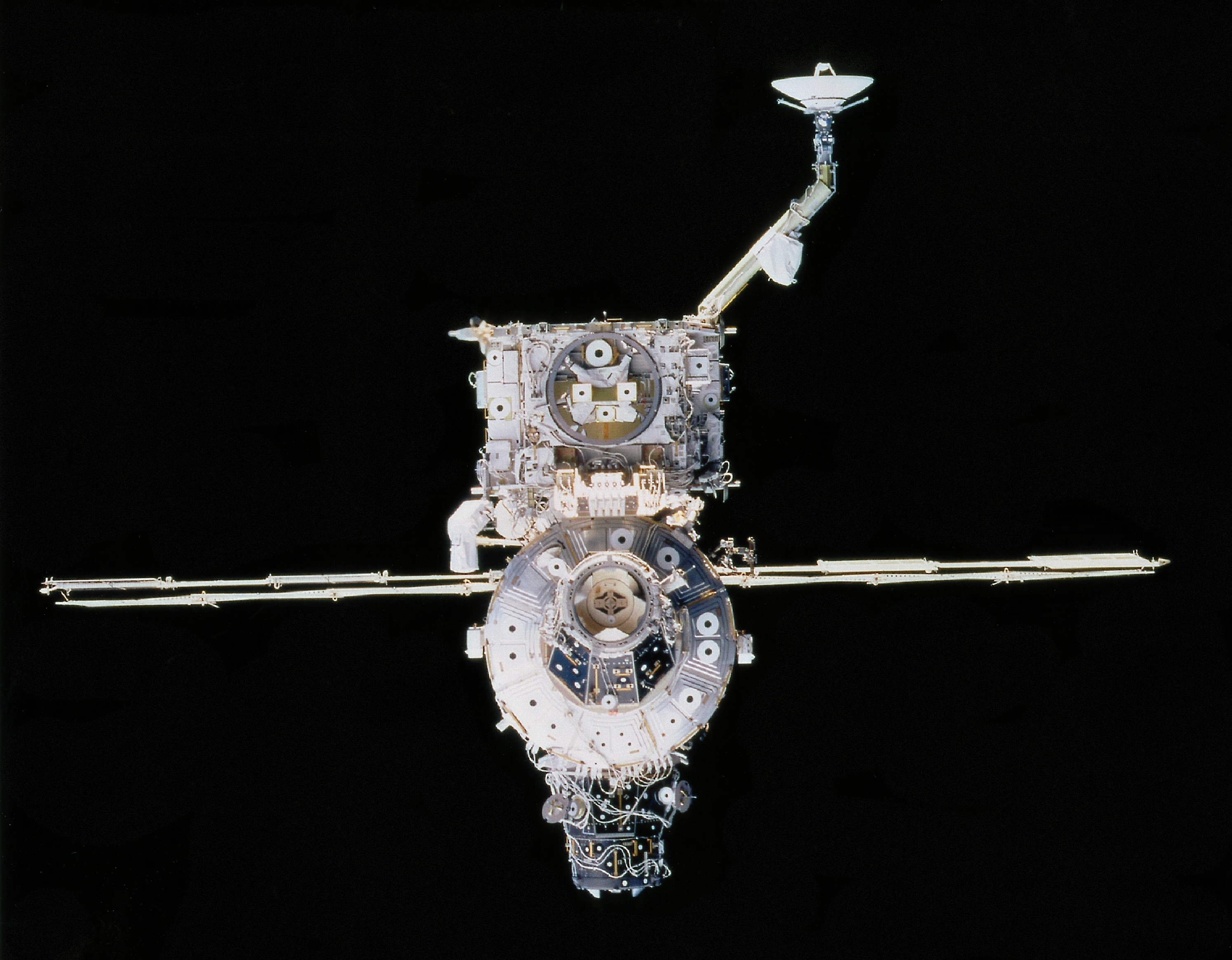
Модуль Юнити, сверху ферменная конструкция Z1, внизу PMA-3